# Pirouz (guépard)
Pour les articles homonymes, voir Pirouz.
Pirouz (persan : پیروز, signifiant « victorieux » ; 1er mai 2022 — 28 février 2023) est un guépard asiatique né en Iran. Enfant de deux guépards asiatiques nommés Iran et Firouz, Pirouz est le seul petit survivant des trois qui naissent,. La naissance des guépardeaux marque notamment la première fois que la sous-espèce se reproduit en captivité. En tant que l'un des derniers guépards asiatiques au monde, Pirouz atteint une grande popularité de son vivant.

## Biographie
Né le 1er mai 2022, Pirouz est le seul petit survivant de trois naissances vivantes de la femelle guépard appelée Iran. Les trois guépardeaux mâles naissent en captivité via une opération de césarienne ; cela conduit la mère à ne pas reconnaître les guépardeaux, forçant ainsi les guépardeaux à vivre séparément et sans soins maternels. La naissance des guépardeaux marque la première fois que la sous-espèce se reproduit en captivité. Deux des guépardeaux meurent peu de temps après la naissance, faisant de Pirouz le seul guépardeau survivant. L'un des guépardeaux meurt le 4 mai en raison de malformations du poumon gauche et d'adhérence pulmonaire, tandis que le second décède deux semaines après la mort du premier guépardeau en raison d'un « lait de mauvaise qualité,,. »
Pirouz doit rester à Téhéran jusqu'à l'âge de six mois, après quoi il peut être transféré au parc national de Khar Touran si ses problèmes de santé se résolvent. Il souffre de problèmes digestifs et rénaux depuis sa naissance.
En février 2023, Pirouz est transféré dans un hôpital vétérinaire en raison de complications de santé,. Le 28 février 2023, Pirouz décède à l'hôpital vétérinaire d'Iran à l'âge de dix mois en raison d'une insuffisance rénale,. Au moment de sa mort, il ne reste qu'une douzaine de guépards asiatiques en Iran, dont neuf mâles et trois femelles,.

## Habitat
Pirouz doit rester à Téhéran jusqu'à l'âge de six mois et ne sera transféré au parc national de Khar Touran que si ses problèmes de santé se résolvent.

## Popularité
Pirouz et le danger d'extinction de la sous-espèce sont mentionnés dans la chanson primée aux Grammy Awards Baraye de Shervin Hajipour, provoquant une large attention du public.

## Réactions
Depuis la naissance de Pirouz et la mort des deux autres guépardeaux, les militants des droits des animaux critiquent vivement leurs conditions en Iran. Selon la chaîne d'information américaine Iran International, la mort de Pirouz « a exaspéré de nombreux Iraniens qui accusent l'incompétence du gouvernement à l'élever. » Selon la chaîne d'information saoudienne Al Arabiya, « le gouvernement iranien fait face à des réactions négatives et à des critiques sur les réseaux sociaux après la mort de Pirouz, tandis que les Iraniens opposés à la République islamique voient la mort de Pirouz comme une nouvelle preuve d'incompétence de la part des autorités. »
Auparavant, en janvier 2018, huit chercheurs en environnement étudiant le guépard asiatique en Iran sont emprisonnés et accusés d'espionnage pour avoir utilisé des pièges photographiques, tandis qu'un comité spécial nommé par le président Rouhani conclut en mai 2018 qu'il n'y a aucune preuve à l'appui des accusations. Des organisations de défense des droits de l'homme, des groupes de conservation et des politiciens européens exhortent les autorités iraniennes à accorder aux chercheurs emprisonnés un procès équitable. En raison de la répression contre les chercheurs, de nombreux chercheurs en conservation craignent de travailler en Iran. En 2021, les normes de garde des animaux dans les zoos iraniens et le traitement des animaux sont signalés comme une source de préoccupation.

## Galerie

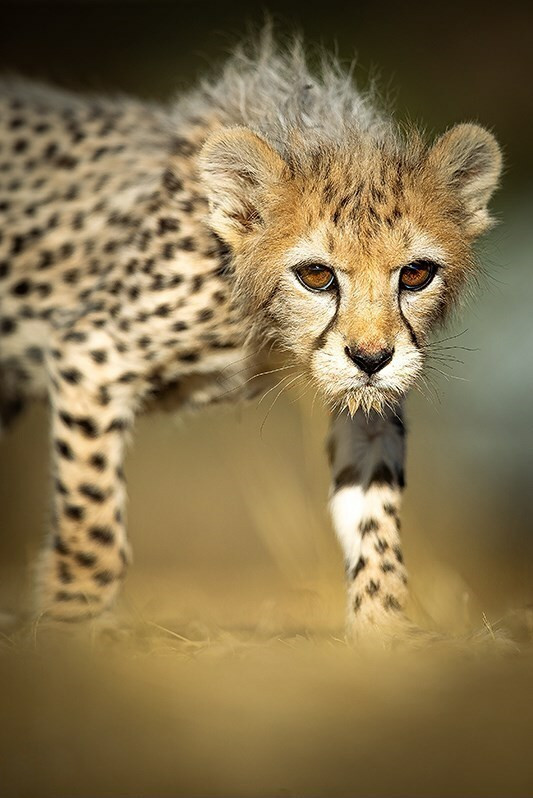
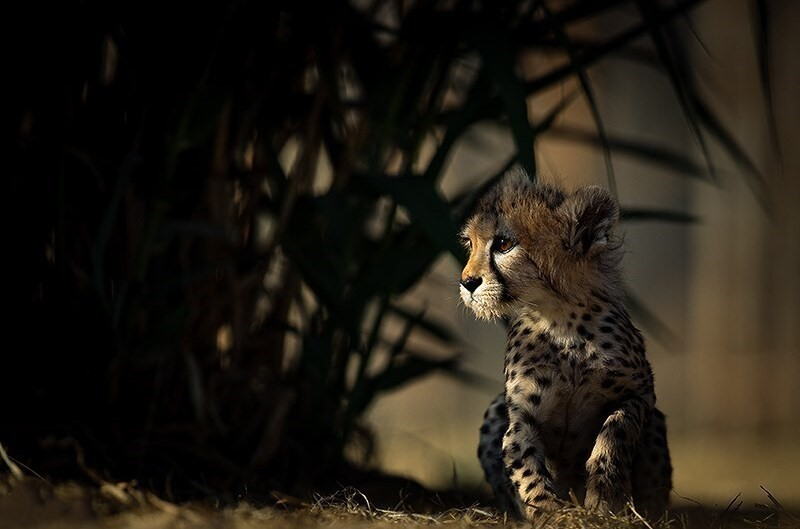
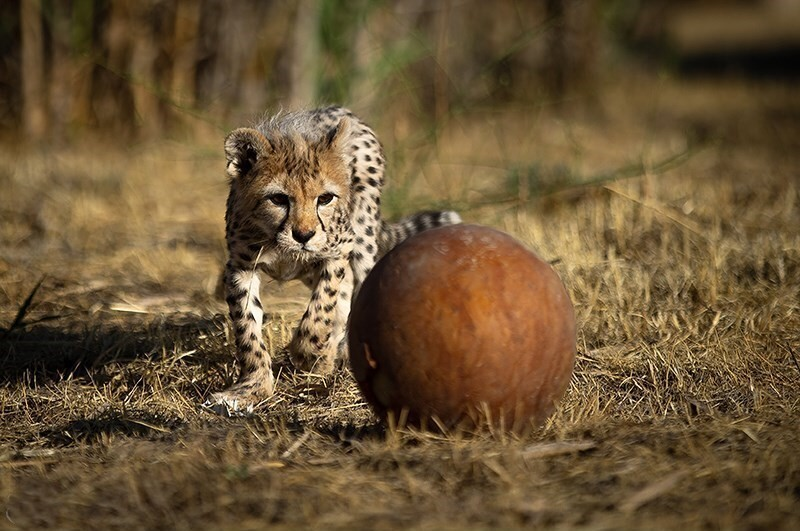
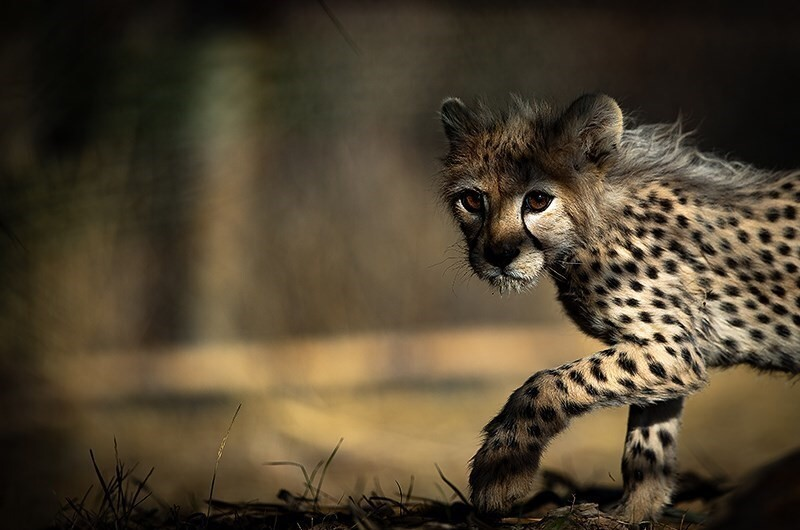
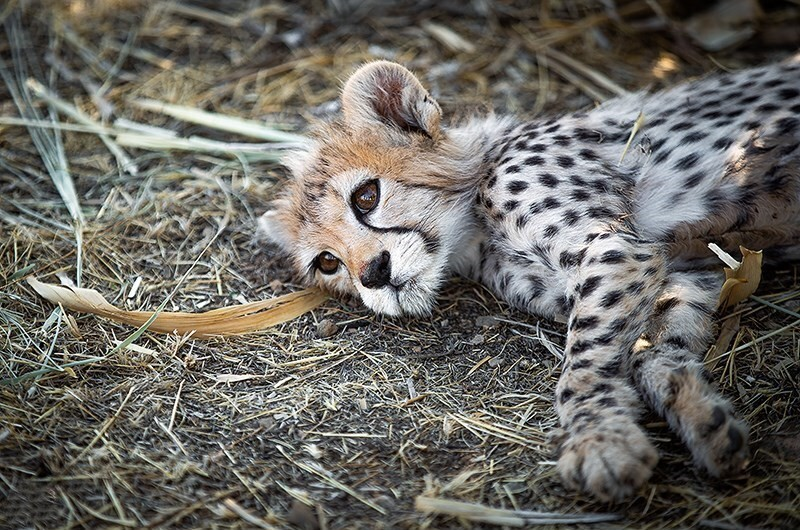
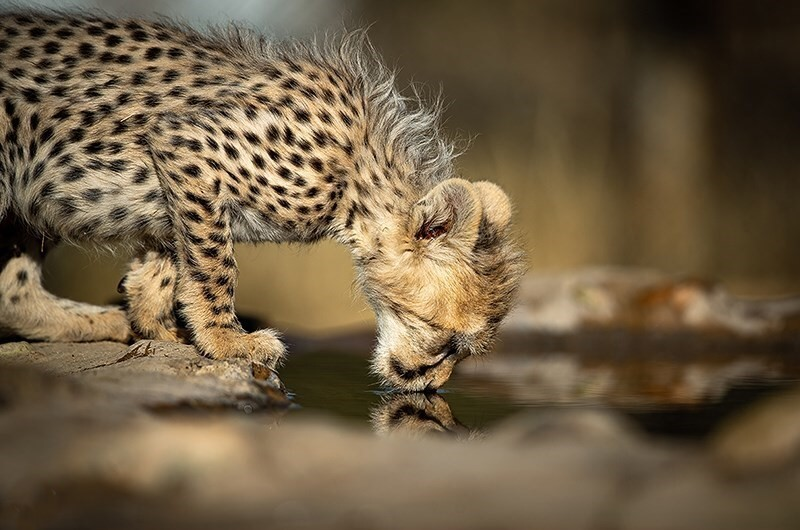
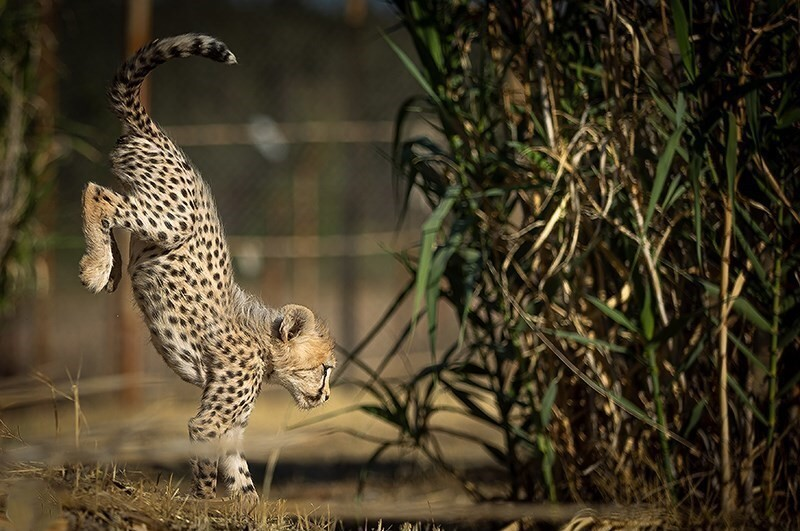
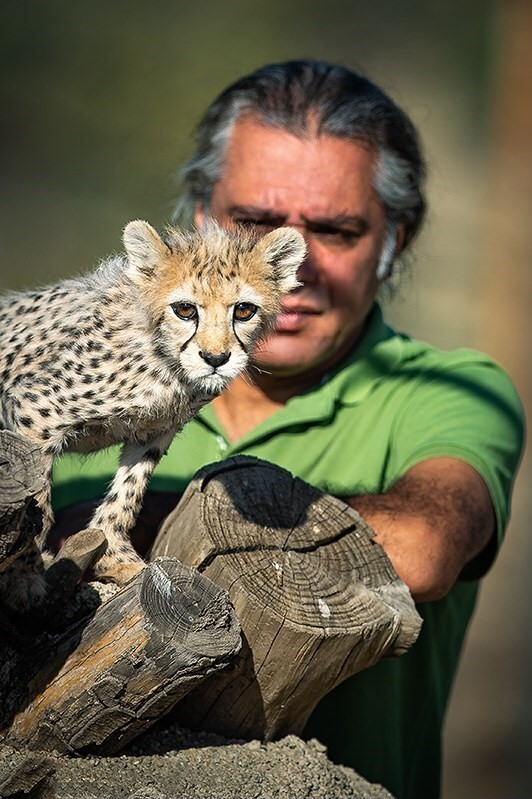